# Crise de Sigonella
 (mai 2019).
Si vous disposez d'ouvrages ou d'articles de référence ou si vous connaissez des sites web de qualité traitant du thème abordé ici, merci de compléter l'article en donnant les références utiles à sa vérifiabilité et en les liant à la section « Notes et références ».

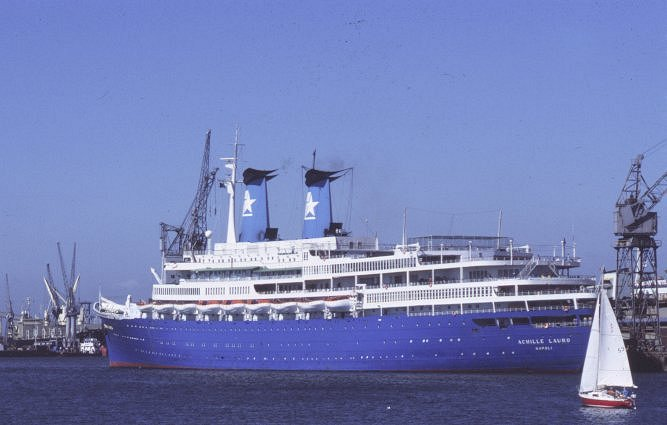
LAchille Lauro

La crise de Sigonella est un cas diplomatique complexe qui risqua de déclencher un engagement armé entre l'armée italienne et les forces spéciales américaines en 1985, au lendemain de la rupture diplomatique entre le président du Conseil italien Bettino Craxi et le président des États-Unis Ronald Reagan en raison du sort des terroristes du bateau de croisière l’Achille Lauro.

## Contexte
Le conflit israélo-palestinien voit l'émergence à la fin des années 1980 de nouvelles organisations palestiniennes concurrentes à l'OLP et au FPLP, tel le mouvement islamiste du Hamas. Chacune de ces organisations revendique ses propres luttes et n'hésite pas à exporter son conflit, ce qui entraîne des représailles d'Israël comme l'opération Jambe de bois lancée le 1er octobre 1985.
Le 3 octobre 1985, l’Achille Lauro appareille de son port d'attache à Gênes, en Italie, avec 331 membre d'équipage et 750 passagers à bord, pour une croisière de sept jours qui doit passer par Naples, Syracuse, Alexandrie, Port-Saïd, Ashdod, Tartous, Limassol et Rhodes. Un commando de quatre terroristes palestiniens embarque avec de faux passeports à la gare maritime de Gênes connue pour ses douaniers qui expédient rapidement les formalités de départ. Armé de kalachnikovs et de grenades cachées dans ses valises, le commando a pour projet de débarquer à Ashdod, la cinquième plus grande ville et le premier port d'Israël, afin d'y détruire le commandement de la base aéronavale et de commettre un attentat-suicide sur des soldats israéliens.

## Chronologie des événements des 7 et 8 octobre 1985

Bettino Craxi.

Le lundi 7 octobre 1985, le bateau de croisière italien l’Achille Lauro quitte Alexandrie en Égypte pour Port-Saïd. La majorité des passagers débarque à Alexandrie pour aller visiter les pyramides et doit rejoindre Port-Saïd en bus. Surpris dans leur cabine en train de nettoyer leurs armes par un membre d'équipage, les quatre terroristes palestiniens passent à l'action prématurément, quatre heures après le départ d'Alexandrie. À 13 h 7, le commando armé prend possession du bateau après avoir tiré des coups de feu. Les terroristes se déclarent membres du Front de Libération de la Palestine[réf. nécessaire]. Menaçant de faire sauter le bateau, les terroristes demandent la libération d'une cinquantaine de leurs compagnons détenus dans les prisons israéliennes. L'équipage réussit à envoyer un SOS capté en Suède. À bord se trouvent de 97 à 201 passagers (dont 14 Américains et 6 Britanniques) selon les sources,.
Le ministre des Affaires étrangères Giulio Andreotti et le ministre de la Défense Giovanni Spadolini sont informés vers 17 h par l’ambassadeur italien à Stockholm Antonio Ciarrapico. Ils se préparent à une négociation qui apparaît particulièrement complexe et risquée en raison aussi des opinions politiques à l'intérieur du gouvernement italien. Le soir, Andreotti convoque l'unité de crise à la Farnesina, activant immédiatement ses canaux diplomatiques grâce à l'amitié historique avec le monde arabe modéré dont elle appuie la politique. De son côté, Spadolini convoque les états-majors des forces armées et des services secrets.
Pendant ce temps, après une conversation téléphonique entre Andreotti et Arafat, le chef palestinien affirme, par un communiqué écrit, qu'il est totalement étranger à cette opération. Entre-temps, le ministre des Affaires extérieures réussit à se mettre en contact avec les dirigeants politiques égyptiens afin de pouvoir faciliter les négociations pendant que le président du Conseil Bettino Craxi réussit à obtenir l'appui du président de la Tunisie.
Dans la nuit du 7 octobre, après le sommet au ministère de la Défense, l’opération Marguerite est officiellement lancée. Elle mobilise quatre hélicoptères avec 60 parachutistes, et des avions de reconnaissance pour déterminer la position du bateau. Immédiatement après, Craxi, Andreotti et Spadolini se donnent rendez-vous au Palazzo Chigi pour une réunion nocturne.
Le 8 octobre à 3 heures, Arafat se met en contact avec le gouvernement (cette fois avec Craxi), réaffirmant qu'il n'est pas à l'origine de cette action. Il communique le nom des deux négociateurs chargés de collaborer avec le gouvernement égyptien, parmi lesquels le dirigeant du Front de Libération de la Palestine, Abou Abbas.
Pendant ce temps, l’Achille Lauro se dirige vers le port de Tartous en Syrie, qui refuse l'accostage, la Syrie souhaitant engager des négociations en direct, ce que l'Italie lui refuse. Les terroristes renouvellent la demande de libération des 50 prisonniers ainsi qu'une négociation avec les ambassadeurs d'Italie, des États-Unis, du Royaume-Uni et d'Allemagne de l'Ouest sous la médiation de la Croix Rouge Internationale. La menace est de faire exploser le bateau en cas de refus.
Andreotti et Craxi, favorables dès le début à une négociation demandent à l'ambassadeur américain d'arrêter ses déclarations selon lesquelles Ronald Reagan s'oppose à la moindre négociation. Craxi est prêt à faire valoir sa décision auprès du gouvernement américain, qui de son côté ne s'attendait pas à une réaction du gouvernement italien.
Sur le bateau, la situation dégénère : les terroristes menacent de tuer un otage toutes les heures. Leon Klinghoffer (en), une personne handicapée de nationalité américaine et de religion juive, est tué et jeté à la mer, une succession de confirmations et de démentis crée la plus grande confusion. Avant qu'un second assassinat n'ait lieu, les pirates reçoivent l'ordre d'Abbas de ne pas attenter à la vie de leurs passagers et de se diriger vers Port-Saïd en Égypte.

## Mercredi 9 octobre 1985: le duel Italie-États-Unis commence
Après avoir été informé de l'assassinat de Klinghoffer, le gouvernement américain menace d'intervenir militairement pour libérer les otages et exclut une intervention italienne. Craxi, qui est opposé à une action de force, décide que dans le cas d'un assaut, seules les forces armées italiennes interviendront. C'est la première rupture entre les deux gouvernements.
Étant cette fois autorisés à accoster, les terroristes peuvent commencer à négocier avec le gouvernement égyptien. Abbas réussit à convaincre les terroristes de se rendre, promettant une voie de sortie diplomatique soutenue par l'OLP et gérée par le gouvernement italien, à condition qu'à bord il n'ait pas été commis de délit. Un accord est trouvé et malgré le désaccord américain, le sauf-conduit est signé par l'ambassadeur italien en Égypte Migliuolo, ce qui permet la libération de la centaine d'otages, en échange de quoi les terroristes s'embarquent dans un Boeing 737 d'EgyptAir en partance pour la Tunisie.
Craxi prend alors contact avec le commandant du bateau, De Rosa, qui l'informe de l'assassinat de Klinghoffer. Présent à bord de l’Achille Lauro, l'ambassadeur italien en Égypte Migliuolo diligente une enquête sur l'assassinat pendant que l'ambassadeur américain en Égypte demande que l'on retienne les pirates, sans résultat, l'avion les transportant ayant déjà décollé.

## Jeudi 10 et vendredi 11 octobre 1985: Sigonella

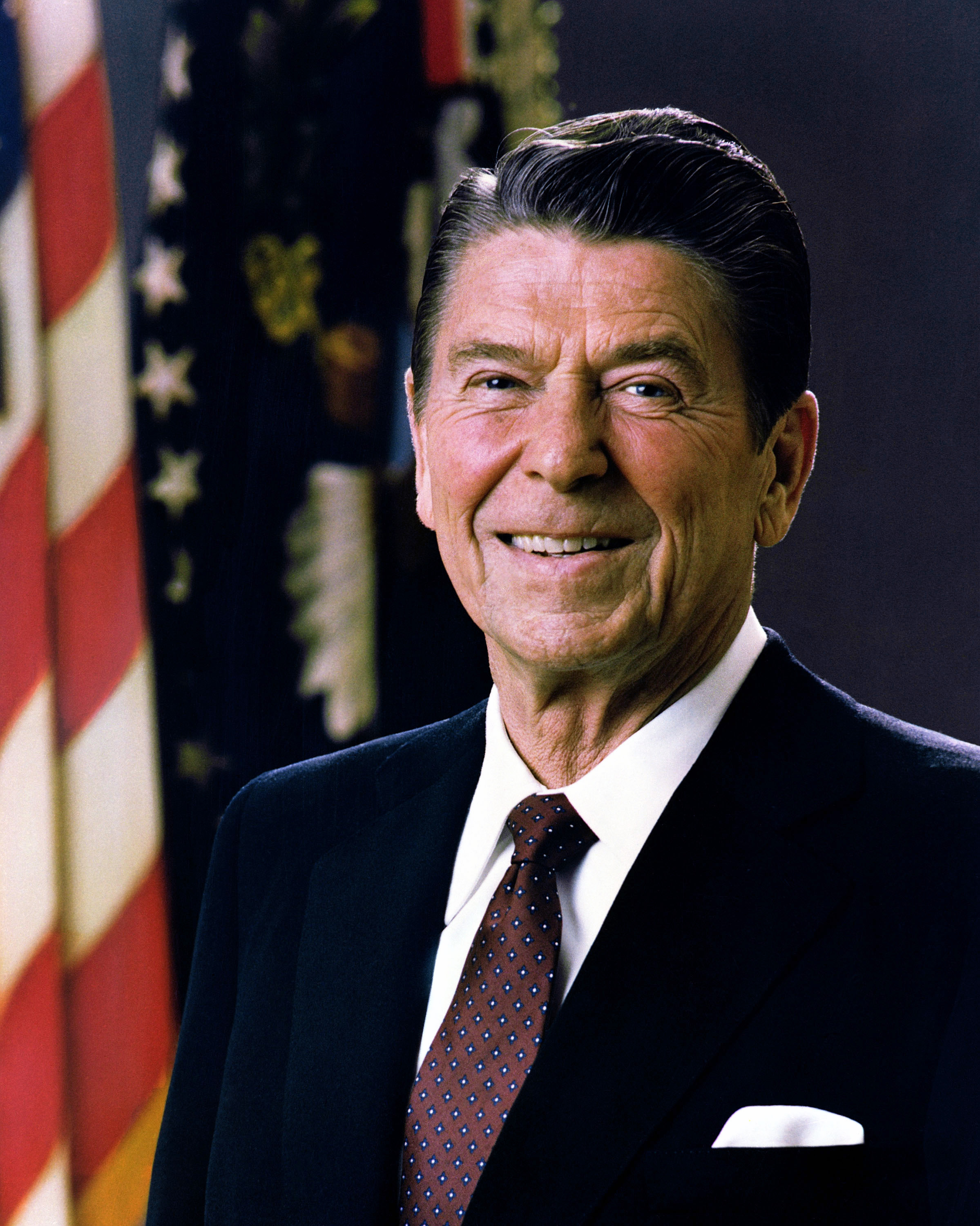
Ronald Reagan

Reagan décide alors d'intercepter l'avion. L'USS Saratoga (CVA-60), un porte-avions de l'US Navy de la classe Forrestal, qui vient de terminer des manœuvres de l'OTAN en Méditerranée et fait cap sur le port de Dubrovnik en Yougoslavie reçoit l'ordre de faire demi-tour et de lancer ses avions de chasse afin d'intercepter l'avion des terroristes. Le porte-avions  fait décoller deux F-14 Tomcat et un avion de surveillance aérienne et de commandement aéroporté, un E-2 Hawkeye en à peine 22 minutes, au lieu des 60 minutes normalement nécessaires compte tenu du niveau d'alerte dans lequel se trouve l'USS Saratoga à ce moment-là. L'heure de décollage exacte et l'itinéraire de l'avion des terroristes étant inconnus, les avions ont pour instruction d'identifier de nuit tous les avions croisant en Méditerranée sur le parcours supposé de l'avion égyptien. Ce n'est qu'au bout de la quatrième identification, 45 minutes après leur décollage, que les avions interceptent leur cible juste au sud de la Crète.
Le gouvernement tunisien d'abord, puis le grec, refusent l'atterrissage, objectant la sécurité des passagers. Les chasseurs américains décident de détourner l'avion sur la base de l'U.S. Navy à Sigonella en Sicile. Le président américain, sans avoir auparavant averti le gouvernement italien, cherche à contacter Craxi qui, contrarié par cet imprévu, accepte l'atterrissage mais, en secret, ordonne aux autorités militaires que les terroristes et les médiateurs soient mis sous le contrôle des autorités italiennes.
À ce stade, la rupture est consommée. Après minuit, à l'atterrissage, la VAM (Vigilance Aéronautique Militaire) encercle l'avion. À leur tour, les militaires américains de la Delta Force les entourent et réclament les terroristes, ce qui leur est refusé. Enfin, arrive une colonne de carabiniers, qui encercle encore une fois les troupes américaines. Au moindre mouvement des Américains, les VAM et les carabiniers, suivant les ordres de Craxi et du président de la République Francesco Cossiga, auraient certainement tiré. Reagan, furieux en raison du comportement italien, ordonne de contacter les responsables du gouvernement italien mais pas le président du Conseil. N'ayant pas obtenu de réponse positive, Reagan se décide à téléphoner à Craxi pour demander la mise à disposition des terroristes. Mais Craxi ne change pas de position : les crimes ont été commis sur le territoire italien (le bateau), et c'est à l'Italie de statuer. Reagan cède et retire ses hommes de Sigonella.
Les terroristes sont arrêtés mais pas Abbas, que les Américains considèrent pourtant comme le cerveau du détournement. Après une médiation entre l'Égypte, l'OLP et l'Italie, il est décidé de faire atterrir l'avion à Ciampino. Une demande d'extradition arrive du gouvernement américain : la demande est reçue par le ministre des Grâces et de la Justice Mino Martinazzoli, qui ne tient pas Abbas pour coupable sur la base des preuves existantes.
Le procès des terroristes s'ouvre à Gênes en juin 1986. Seize hommes sont poursuivis mais seulement six sont présents (les quatre hommes du commando, des complices chargés de logistique et de renseignement), les autres en fuite jugés par contumace, notamment Abou Abbas : en grand secret, Craxi l'a autorisé à se réfugier à Belgrade le 12 octobre 1985 et donc à échapper aux poursuites américaines. Le 10 juillet 1986, la Cour d'assises de Gênes condamne trois hommes, dont Abou Abbas, à la réclusion à perpétuité, quatre de 30 ans et pour les neuf autres accusés de 3 à 15 ans de prison,.
Dans une interview à La Repubblica en mai 1998, Abbas affirme que le détournement de l’Achille Lauro et la mort de Klinghoffer ont été une tragique erreur :
«  Notre objectif était tout autre, nous voulions faire entrer un commando en Israël en utilisant le bateau comme moyen de transport pour lancer une attaque contre une base militaire israélienne. »
Abbas est capturé par les forces spéciales américaines à Bagdad en avril 2003, avant de mourir à l'âge de 56 ans le 8 mars 2004 d'une attaque cardiaque, alors qu'il est détenu par les forces américaines.

## Politique intérieure italienne, l'opposition Spadolini-Craxi
Après ces évènements, une grande division apparait à l'intérieur de la majorité qui est alors composée de cinq partis. Spadolini, pro-américain et pro-israélien, demande la démission du gouvernement, qui reçoit l'appui du Parti communiste italien. Celui-ci, bien que dans l'opposition, appuie et soutient la gestion de la crise de Sigonella. Seuls les ministres républicains, le 16 octobre, retirent leur délégation du gouvernement et ouvrent, de ce fait, la crise. C'est un duel entre pro-américains et pro-palestiniens, ces derniers ayant eu en Craxi et Andreotti les meilleurs représentants. Reagan écrit une lettre à Craxi commençant par Dear Bettino dans laquelle il invite le président du Conseil à se rendre en voyage aux États-Unis, voyage annulé à cause de la situation politique. Le 6 novembre, le gouvernement obtient la confiance de la Chambre des députés et le discours de Craxi est applaudi, même par l'opposition communiste.

## Protagonistes
Les terroristes, au nombre de quatre, sont :
- Youssef al-Molqi, disparu en 1991, alors en liberté conditionnelle, mais connu [Quoi ?] des autorités espagnoles, au cours du procès de Monzer al-Kasser en 1994.
- Ibrahim Fatayer Abdelatif, en libération conditionnelle en 1991. On le pense décédé le 21 février 2004, mais selon le journal libanais Daily Star, en 2007, il se trouve alors au Liban après avoir passé 14 ans en Irak où il a combattu les forces américaines.
- Bassam al-Asker, condamné à 30 ans de prison, il en effectue 20. Puis libéré sous condition pendant 3 ans avant que, le 7 juillet 2008, il ne soit expulsé d'un centre de détention d'immigrant illégaux à Rome.
- Ahmad Marrouf al-Assadi, reconnu coupable du meurtre de Leon Klinghoffer, est condamné à 30 ans. Il quitte la prison Rebibbia à Rome le 16 février 1996, pour un congé de 12 jours, et se réfugie en Espagne, où il est repris et extradé vers l'Italie. Le 29 avril 2009, les autorités italiennes le libèrent pour bonne conduite. En juin 2009, l'avocat déclare à l’Associated Press que les autorités italiennes ont placé son client dans une cellule de détention provisoire et qu'il était sur le point d'être expulsé en Syrie.

Les acteurs diplomatiques : 
- Bettino Craxi
- Giulio Andreotti
- Giovanni Spadolini
- Ronald Reagan
- Abou Abbas

## Opéra et film
John Adams composa en 1990-1991 un opéra consacré à ce drame : The Death of Klinghoffer commandé par la Brooklyn Academy of Music. Il est créé le 19 mars 1991, successivement au Théâtre royal de la Monnaie à Bruxelles, à l'Opéra de Lyon et dans la salle du commanditaire à New York, dans une mise en scène de Peter Sellars. Une version filmée de cet opéra est réalisée en 2002 par Penny Woolcock.
Un premier film est produit par Hollywood en 1990, The Achille Lauro Affair réalisé par Alberto Negrin.